# クレイグ・モットラム
クレイグ・モットラム（Craig Stuart Mottram、1980年6月18日 - ）は、オーストラリアの陸上競技選手、専門は中長距離走。2005年世界陸上競技選手権大会男子5000m銅メダリスト。
1マイル競走から5000m、10kmロードなど6種目のオセアニア記録保持者であり、2004年から2008年まで5年連続してオーストラリア選手権5000mを制した。オリンピックにはシドニーから3大会連続出場している。またIAAFワールドカップ3000mを2度制した。

## 人物
1980年6月18日ビクトリア州フランクストンに生まれた。主に5000mを専門とする選手であり、名門校として名高いジーロング・グラマー・スクール(en)に通った。
6.2フィート（188cm）の体は、長距離走の選手としては長身である。ケニア人選手からは「ビッグ・ミズング」、スワヒリ語で意味するところの大きな白人という愛称で呼ばれることがある。プレミアリーグ・サンダーランドAFCのサポーターであり、2006年のグレートノースランにはサンダーランドのユニフォームを着て出場した。またオーストラリア代表として国際千葉駅伝に数度出場している。
弟のネイル・モットラムはバスケットボール選手であり、その夫人ジェニ・スクリーン(en)はバスケットボールオーストラリア代表である。

## 経歴
2000年9月、モットラムはシドニーオリンピック5000mに出場し、20歳にしてオリンピックの初舞台を踏んだ。予選2組8着となり決勝進出はならなかったが、組1位アリ・サイディ＝シエフと2秒差の13分31秒06とまずまずの記録を残している。シドニー後の4年の間に経験を積み成長を見せて、アテネオリンピック5000mでは13分25秒70の記録で8位に入る健闘を見せた。
2005年4月、例年ダブリン・フェニックス・パークで開催される10kmロードの国際大会グレートアイルランドラン(en)に出場し、大会新記録を樹立して優勝した。またこの大会では2003年から2006年まで4年連続優勝を飾っている。
2005年8月14日、モットラムは世界陸上競技選手権大会5000mに出場した。レースは大きな仕掛けがないまま落ち着いたペースで進み、残り1周になってシレシ・シヒネがスパート、モットラムがこれに続くラスト勝負になった。後ろから来たベンジャミン・リモに交わされ、シヒネにも届かなかったものの、13分32秒96を記録して0秒41差の3位に入り銅メダルを獲得した。。
2006年3月9日、モットラムはメルボルンの競技会において2000mのオーストラリア記録を12年ぶりに更新した。3月20日のコモンウェルスゲームズ5000mでは12分58秒19を記録して、オーガスティン・キプロノ・チョゲに次ぐ2位に入った。3月25日の1500mにも出場し3番手につけてレースを進めたが、800m過ぎで直後にいたアンドリュー・バッデリーにかかとを踏まれて転倒、20mの遅れを取り9位に終わった。
2007年、モットラムはメルボルンで開催されたテルストラAシリーズから始動し、ラスト1周は53秒を記録するレースぶりでケニアのボニフェイス・ソンゴクらを下している。6月10日にユージーンで開催されたプリフォンテインクラシック2マイルでは、非アフリカ人選手最速であり世界歴代3位となる8分03秒50を記録して優勝した。このレースではタリク・ベケレ、マット・テゲンカンプ、デイゼン・リツェンハインらを下している。
2007年は好調な滑り出しを見せたシーズンだったが、世界陸上競技選手権大会に向けた練習中にハムストリングを故障した。このような状態であったが9月の世界陸上競技選手権大会5000mでは決勝に進出して13位の成績を残した。
2008年はモットラムにとって浮き沈みの激しい1年になった。2月のメルボルングランプリ5000mに優勝し、オーストラリア選手権の5000m・3000mをも制した。3月にバレンシアで開催された世界室内陸上競技選手権大会3000mでは5位となった。ボストン室内グランプリの3000mでも優勝を飾り、ハイレ・ゲブレセラシェが持っていた大会記録を更新した。連覇が掛かった6月のプリフォンテインクラシック2マイルではバーナード・ラガトに敗れたが、7月のDNガラン3000mで優勝を飾った。
モットラムは好調を維持したまま8月の北京オリンピックを迎えたが、ここでは全く期待はずれの結果に終わっている。出場した5000m予選3組は極端なスローペースで進み、モットラムは残り600mからスパートしたものの、ケネニサ・ベケレ、バーナード・ラガトらに及ばない13分44秒39の5着となり決勝進出はならなかった。モットラムはキャシー・フリーマンのコーチとして知られたニック・ビドーの指導を受けていたが、北京オリンピック後の失意からビドーとの関係を解消し、コーチを置かずにセルフマネジメントを始めた。
2009年、モットラムはケガを抱えてレースに出場することができず、世界陸上競技選手権大会にも出場できなかった。この年にはプロ転向以来の所属であったナイキを離れて、アディダスと契約した。また、かつてスティーブ・モネゲッティを指導したクリス・ワードローをコーチに迎えた。11月になってようやく1年ぶりのレース復帰が叶い、国際千葉駅伝に出場した。1区5kmを13分23秒で走り上野裕一郎・柏原竜二らに先着して区間賞を獲得した。
2010年9月4日、シェフィールドで開催されたグレートヨークシャイアランに出場し、クリス・トンプソンを1秒差で下して優勝した。

## 主な戦績
| 年   | 大会名                     | 開催地             | 種目  | 結果 | 記録       | 備考     |
| ---- | -------------------------- | ------------------ | ----- | ---- | ---------- | -------- |
| 2000 | オリンピック               | シドニー           | 5000m | 予選 | 13分31秒06 | 2組8着   |
| 2001 | 世界クロスカントリー選手権 | オーステンデ       | 4km   | 8位  | 12分49秒   | ショート |
| 2001 | 世界陸上競技選手権大会     | エドモントン       | 1500m | 予選 | 3分43秒21  |          |
| 2002 | 世界クロスカントリー選手権 | ダブリン           | 4km   | 5位  | 12分27秒   | ショート |
| 2002 | IAAFワールドカップ         | マドリード         | 3000m | 優勝 | 7分41秒37  |          |
| 2004 | 世界クロスカントリー選手権 | ブリュッセル       | 4km   | 9位  | 11分51秒   | ショート |
| 2004 | 世界クロスカントリー選手権 | ブリュッセル       | 12km  | 13位 | 37分10秒   | ロング   |
| 2004 | オリンピック               | アテネ             | 5000m | 8位  | 13分25秒70 |          |
| 2005 | 世界クロスカントリー選手権 | サン＝テティエンヌ | 12km  | 22位 | 37分11秒   | ロング   |
| 2005 | 世界陸上競技選手権大会     | ヘルシンキ         | 5000m | 3位  | 13分32秒96 |          |
| 2006 | 世界クロスカントリー選手権 | 福岡               | 4km   | 11位 | 11分10秒   | ショート |
| 2006 | IAAFワールドカップ         | アテネ             | 3000m | 優勝 | 7分32秒19  |          |
| 2007 | 世界陸上競技選手権大会     | 大阪               | 5000m | 13位 | 13分56秒24 |          |
| 2008 | オリンピック               | 北京               | 5000m | 予選 | 13分44秒39 | 3組5着   |

## 記録
| 種目                  | 記録       | 場所           | 年月日        |
| --------------------- | ---------- | -------------- | ------------- |
| 1500m                 | 3分33秒97  | チューリッヒ   | 2006年8月18日 |
| 1マイル               | 3分48秒98  | オスロ         | 2005年7月29日 |
| 2000m                 | 4分50秒76  | メルボルン     | 2006年3月9日  |
| 3000m                 | 7分32秒19  | アテネ         | 2006年9月17日 |
| 2マイル               | 8分03秒50  | ユージーン     | 2006年8月18日 |
| 5000m                 | 12分55秒76 | ロンドン       | 2004年7月30日 |
| 10000m                | 27分34秒48 | パロアルト     | 2008年5月4日  |
| 10kmロード            | 27分54秒   | マンチェスター | 2004年5月23日 |
| 太字 - オセアニア記録 |            |                |               |